# Cat Chaser
Pour plus de détails, voir Fiche technique et Distribution.
Cat Chaser est un film américain réalisé par Abel Ferrara et sorti en 1989. Il s'agit d'une adaptation du roman du même nom d'Elmore Leonard (1982)

## Synopsis
George Moran est un ancien US Marine, vétéran de l'intervention en République dominicaine dans les années 1960. Il dirige désormais un petit motel en bord de mer à Miami. Il recherche depuis des années une femme dominicaine nommée Luci Palma qui lui a sauvé la vie en 1965. Il retourne alors en République dominicaine pour retrouver celle qu'il a surnommée Cat Chaser. Sur place, George va cependant entamer une relation avec Mary DeBoya, riche et malheureuse épouse d'un ancien général dominicain sadique, Andres DeBoya. Moran va se retrouver impliqué dans un complot avec un autre vétéran militaire nommé Nolen Tyner et un ancien policier de New York, Jiggs Scully. Ils veulent arnaquer le général.

## Fiche technique
- Titre original et français : Cat Chaser
- Réalisation : Abel Ferrara
- Scénario : James Borrelli, d'après le roman Un drôle de pèlerin (Cat Chaser) Elmore Leonard
- Musique : Chick Corea
- Costumes : Michael Kaplan
- Montage : Anthony Redman
- Décors : Dan Leigh
- Photographie : Anthony B. Richmond
- Sociétés de production : Vestron Pictures et Whiskers Productions Inc.
- Sociétés de distribution : Opening (France, DVD), Vestron Pictures (États-Unis)
- Budget : n/a
- Pays de production :  États-Unis
- Langue originale : anglais
- Format : Couleurs - Stéréo - 35 mm
- Genre : action, thriller, film de casse
- Durée : 90 minutes
- Dates de sortie[2] :
  - Royaume-Uni : 8 décembre 1989
  - États-Unis : 2 octobre 1991 (direct-to-video)
  - France : 18 mars 2003 (DVD[3],[4])
- Classification[5] :
  - États-Unis : R

## Distribution
- Peter Weller : George Moran
- Kelly McGillis : Mary DeBoya
- Charles Durning : Jiggs Scully
- Frederic Forrest : Nolen Tyner
- Tomás Milián : Andres DeBoya
- Juan Fernández (en) : Rafi
- Kelly Jo Minter : Loret
- Phil Leeds : Jerry Shea
- Reni Santoni : le narrateur (voix, non crédité)

## Production
Le tournage a lieu à Laguna Beach (Laguna Studios), Miami Beach et à San Juan (Porto Rico). Il est marqué par de nombreuses tensions entre Peter Weller et Kelly McGillis, qui ne s'entendaient pas du tout. L'actrice gardera une amère expérience du film et déclare en 2001 : « Ce fut l'expérience la plus détestable de ma vie, et j'ai dit, si c'est ce que sera le métier d'actrice, je ne le ferai plus. Le dernier jour du tournage, j'ai dit à Abel : “Tu en as fini avec moi ?” Il a dit, “Ouais”. Je suis entré dans ma caravane et je me suis rasé la tête. J'ai dit : “Va te faire foutre, je ne veux plus jamais jouer”,. » Par ailleurs, les producteurs Peter S. Davis et William N. Panzer auraient également imposé rejeté par le réalisateur et auraient eu un comportement inapproprié. Ils raccourcissent considérablement le film et impose une voix off narrative effectuée par l'acteur Reni Santoni. Auteur du roman original, Elmore Leonard s'inspire en partie des coulisses du film pour écrire son roman Get Shorty (1990)